# Dilema ético
En filosofía, dilemas éticos, también llamados paradojas éticas o dilemas morales, son situaciones en las que una persona se encuentra bajo dos (o más) criterios morales en conflicto. Una definición estrechamente relacionada caracteriza los dilemas éticos como situaciones en las que todas las opciones disponibles son incorrectas. El término también se usa en un sentido más amplio en el lenguaje cotidiano para referirse a conflictos éticos que pueden resolverse, a elecciones psicológicamente difíciles o a otros tipos de problemas éticos difíciles. Este artículo trata de los dilemas éticos en el sentido filosófico estricto, a menudo denominados dilemas éticos genuinos. Se han propuesto varios ejemplos, pero hay desacuerdo sobre si constituyen dilemas éticos genuinos o meramente aparentes. El debate central en torno a los dilemas éticos se refiere a la cuestión de si existen. Los defensores suelen presentar ejemplos aparentes, mientras que sus oponentes generalmente intentan mostrar que su existencia contradice principios éticos muy fundamentales. Los dilemas éticos vienen en varios tipos. Una distinción importante se refiere a la diferencia entre los dilemas epistémicos, que dan una impresión posiblemente falsa al agente de un conflicto irresoluble, y los dilemas reales u ontológicos. Hay un amplio acuerdo en que existen dilemas epistémicos, pero el principal interés en los dilemas éticos tiene lugar a nivel ontológico. Tradicionalmente, los filósofos sostenían que es un requisito para las buenas teorías morales estar libres de dilemas éticos. Pero esta suposición ha sido cuestionada en la filosofía contemporánea.

## Definición
Los dilemas éticos son situaciones en las que un agente se encuentra bajo dos (o más) requisitos éticos en conflicto, ninguno de los cuales anula al otro. Dos requisitos éticos son en conflicto si el agente puede hacer uno u el otro, pero no ambos: el agente tiene que elegir uno sobre el otro. Dos requisitos éticos en conflicto no se anulan entre sí si tienen la misma fuerza o si no hay una razón ética suficiente para elegir uno sobre el otro. Solo este tipo de situación constituye un dilema ético en el sentido filosófico estricto, a menudo denominado dilema ético genuino. Otros casos de conflictos éticos son resolubles y, por lo tanto, no son dilemas éticos estrictamente hablando. Esto se aplica también a muchos casos de conflicto de intereses. Por ejemplo, un hombre de negocios que corre por la orilla de un lago hacia una reunión se encuentra en un conflicto ético cuando ve a un niño ahogándose cerca de la orilla. Pero este conflicto no es un dilema ético genuino, ya que tiene una resolución clara: saltar al agua para salvar al niño supera significativamente la importancia de llegar a la reunión a tiempo. También se excluyen de esta definición los casos en los que es meramente psicológicamente difícil para el agente tomar una decisión, por ejemplo, debido a apegos personales o porque falta el conocimiento de las consecuencias de las diferentes alternativas.
Los dilemas éticos se definen a veces no en términos de obligaciones en conflicto, sino en términos de no tener un curso de acción correcto, de que todas las alternativas son incorrectas. Las dos definiciones son equivalentes para muchos propósitos, pero no para todos. Por ejemplo, es posible sostener que en casos de dilemas éticos, el agente es libre de elegir cualquier de los dos cursos de acción, que cualquiera de las alternativas es correcta. Tal situación todavía constituye un dilema ético según la primera definición, ya que los requisitos en conflicto no están resueltos, pero no según la segunda definición, ya que hay un curso de acción correcto.

## Ejemplos
Se han propuesto varios ejemplos de dilemas éticos, pero no hay acuerdo sobre si constituyen dilemas éticos genuinos o meramente aparentes. Uno de los ejemplos más antiguos se debe a Platón, que esboza una situación en la que el agente ha prometido devolver un arma a un amigo, quien probablemente la utilizará para dañar a alguien, ya que no está en su sano juicio. En este ejemplo, el deber de cumplir una promesa entra en conflicto con el deber de evitar que se perjudique a otros. Es cuestionable si este caso constituye un dilema ético genuino, ya que el deber de prevenir perjuicios parece superar claramente la promesa. Otro ejemplo muy conocido o proviene de Jean-Paul Sartre, quien describe la situación de uno de sus estudiantes durante la ocupación alemana de Francia. Este estudiante se enfrentó a la elección de luchar para liberar a su país de los alemanes o quedarse y cuidar de su madre, para quien él era el único consuelo que le quedaba después de la muerte de su otro hijo. El conflicto, en este caso, es entre el deber personal hacia su madre y el deber hacia su país. La novela La decisión de Sophie de William Styron presenta otro ejemplo ampliamente discutido. En ella, un guardia nazi obliga a Sophie a elegir a uno de sus hijos para ser ejecutado, y agrega que ambos serán ejecutados si ella se niega a elegir. Este caso es diferente de los otros ejemplos en los que los deberes en conflicto son de diferentes tipos. Este tipo de caso ha sido etiquetado como simétrico, ya que los dos deberes son del mismo tipo.

## Existencia de dilemas éticos
El problema de la existencia de dilemas éticos se refiere a la cuestión de si existen dilemas éticos genuinos, en contraste con, por ejemplo, dilemas meramente aparentes o conflictos resolubles. La posición tradicional niega su existencia, pero hay varios defensores de su existencia en la filosofía contemporánea. Hay diversos argumentos a favor y en contra de ambos lados. Los defensores de los dilemas éticos suelen señalar ejemplos aparentes de dilemas, mientras que sus oponentes generalmente intentan mostrar que su existencia contradice principios éticos muy fundamentales. Ambas partes enfrentan el desafío de reconciliar estas intuiciones contradictorias.

### Argumentos a favor
Los ejemplos de dilemas éticos son bastante comunes: en la vida cotidiana, en historias o en experimentos mentales. Al examinarlos de cerca, puede resultar evidente en algunos de estos ejemplos que nuestras intuiciones iniciales nos engañaron y que, después de todo, el caso en cuestión no es un dilema genuino.  Por ejemplo, puede resultar que la situación propuesta es imposible, que una opción es objetivamente mejor que la otra o que hay una opción adicional que no se mencionó en la descripción del ejemplo. Pero para que el argumento de los defensores tenga éxito, es suficiente tener al menos un caso genuino. Esto constituye una dificultad considerable para los oponentes, ya que tendrían que demostrar que nuestras intuiciones están equivocadas no solo en algunos de estos casos, sino en todos. Una forma de argumentar a favor de esta afirmación es categorizarlos como dilemas éticos epistémicos, es decir, que el conflicto simplemente parece irresoluble debido a la falta de conocimiento del agente. Esta posición puede resultar algo plausible porque las consecuencias de las acciones, incluso las más simples, son a menudo demasiado vastas para que podamos anticiparlas adecuadamente. Según esta interpretación, confundimos nuestra incertidumbre sobre qué curso de acción supera al otro con la idea de que este conflicto no es resoluble a nivel ontológico.
El argumento del residuo moral (moral residue) es otro argumento a favor de los dilemas éticos. El residuo moral, en este contexto, se refiere a emociones retrospectivas como la culpa o el remordimiento. Estas emociones se deben a la impresión de haber hecho algo mal, de no haber cumplido con sus obligaciones. En algunos casos de residuo moral, el propio agente es responsable porque tomó una mala decisión de la que se arrepiente después. Pero en el caso de un dilema ético, esto se impone al agente sin importar cómo decida. Pasar por la experiencia del residuo moral no es solo algo que le ocurre al agente, sino que incluso parece ser la respuesta emocional adecuada. El argumento del residuo moral utiliza esta línea de pensamiento para argumentar a favor de los dilemas éticos al sostener que la existencia de dilemas éticos es la mejor explicación de por qué el residuo moral en estos casos es la respuesta adecuada. Los oponentes pueden contestar argumentando que la respuesta apropiada no es la culpa sino el lamento, con la diferencia de que el lamento no depende de las elecciones anteriores del agente. Al cortar el vínculo con la elección posiblemente dilemática, el argumento inicial pierde su fuerza. Otro contraargumento permite que la culpa es la respuesta emocional apropiada, pero niega que esto indique la existencia de un dilema ético subyacente. Esta línea de argumentación puede hacerse plausible señalando otros ejemplos, como casos en los que la culpa es apropiada aunque no haya habido elección alguna.
Su uso ha sido probado exitosamente en el ámbito de la educación superior para el desarrollo de competencias transversales.

### Argumentos en contra
Algunos de los argumentos más fuertes contra los dilemas éticos parten de principios éticos muy generales y tratan de demostrar que estos principios son incompatibles con la existencia de dilemas éticos, que su existencia implicaría, por lo tanto, una contradicción.
Uno de estos argumentos procede del principio de aglomeración y del principio de que el deber implica el poder. Según el principio de aglomeración, si un agente debe hacer una cosa y debe hacer otra, entonces este agente debe hacer ambas cosas. Según el principio de que el deber implica el poder, si un agente debe hacer ambas cosas, entonces puede hacer ambas cosas. Pero si puede hacer ambas cosas, no hay conflicto entre los dos cursos de acción y, por lo tanto, no hay dilema. Puede ser necesario que los defensores nieguen el principio de aglomeración o el principio de que el deber implica el poder. Cualquiera de las dos opciones es problemática, ya que estos principios son bastante fundamentales.
Otra línea de argumentación niega que haya conflictos éticos irresolubles. Tal punto de vista puede aceptar que tenemos varios deberes, que a veces pueden entrar en conflicto entre sí. Pero esto no es problemático siempre que haya un deber que supere a los demás. Se ha propuesto que los diferentes tipos de deberes pueden ordenarse en una jerarquía. Así, en caso de conflicto, el deber superior siempre tendría precedencia sobre el inferior, por ejemplo, que decir la verdad es siempre más importante que cumplir una promesa. Un problema con este enfoque es que no logra resolver casos simétricos: cuando dos deberes del mismo tipo están en conflicto entre sí. Otro problema para tal posición es que el peso de los diferentes tipos de deberes parece ser específico de la situación: en algunos casos de conflicto debemos decir la verdad en lugar de cumplir una promesa, pero en otros casos ocurre lo contrario. Esta es, por ejemplo, la posición de W. D. Ross, según la cual tenemos una serie de deberes diferentes y tenemos que decidir su peso relativo en función de la situación específica. Pero sin más argumentos, esta línea de pensamiento presupone sin fundamento la verdad de la propia posición en la disputa con los defensores de los dilemas éticos, ya que ellos pueden simplemente rebatir la afirmación de que todos los conflictos pueden ser resueltos de esta manera.
Un tipo diferente de argumento procede de la naturaleza de las teorías morales. Según varios autores, un requisito para las buenas teorías morales es que sean capaces de guiar la acción al poder recomendar lo que se debe hacer en cualquier situación. Pero esto no es posible cuando se trata de dilemas éticos. Entonces, estas intuiciones sobre la naturaleza de las buenas teorías morales apoyan indirectamente la afirmación de que no hay dilemas éticos.

## Tipos
Los dilemas éticos vienen en diferentes tipos. Las distinciones entre estos tipos son a menudo importantes para los desacuerdos sobre si hay dilemas éticos o no. Ciertos argumentos a favor o en contra de su existencia pueden aplicarse solo a algunos tipos pero no a otros. Y solo algunos tipos, si es que hay algunos, pueden constituir dilemas éticos genuinos.

### Epistémico u ontológico
En los dilemas éticos epistémicos, no está claro para el agente lo que debe hacer porque no puede discernir qué requisito moral tiene prioridad. Muchas decisiones de la vida cotidiana, desde una elección trivial entre latas de frijoles envasadas de manera diferente en el supermercado hasta elecciones de carrera que alteran la vida, involucran esta forma de incertidumbre. Pero los conflictos irresolubles a nivel epistémico pueden existir sin que realmente haya conflictos irresolubles y viceversa.
El interés principal en los dilemas éticos se centra en el nivel ontológico: si realmente hay conflictos irresolubles entre los requisitos morales, no solo si el agente lo cree. El nivel ontológico también es donde ocurren la mayoría de los desacuerdos teóricos, ya que tanto los defensores como los oponentes de los dilemas éticos suelen estar de acuerdo en que existen dilemas éticos epistémicos. Esta distinción se utiliza a veces para argumentar en contra de la existencia de dilemas éticos al afirmar que todos los ejemplos aparentes son en verdad de naturaleza epistémica. En algunos casos, esto puede demostrarse por cómo se resuelve el conflicto una vez que se obtiene la información relevante. Pero puede haber otros casos en los que el agente es incapaz de adquirir información que resuelva el problema, a veces denominados dilemas éticos epistémicos estables.

### Autoimpuesto o impuesto por el mundo
La diferencia entre los dilemas éticos autoimpuestos (self-imposed) y los impuestos por el mundo (world-imposed) se refiere a la fuente de los requisitos en conflicto. En el caso autoimpuesto, el propio agente es responsable del conflicto. Un ejemplo común en esta categoría es hacer dos promesas incompatibles, por ejemplo, para asistir a dos eventos que ocurren en lugares distantes al mismo tiempo. En el caso impuesto por el mundo, por otro lado, el agente se ve arrojado al dilema sin ser responsable de que ocurra. La diferencia entre estos dos tipos es relevante para las teorías morales. Tradicionalmente, la mayoría de los filósofos sostenían que las teorías éticas deberían estar libres de dilemas éticos, que las teorías morales que permiten o implican la existencia de dilemas éticos son de algún modo defectuosas. En el sentido débil, esta prohibición solo se dirige a los dilemas impuestos por el mundo. Esto significa que todos los dilemas son evitados por agentes que siguen estrictamente la teoría moral en cuestión. Solo los agentes que divergen de las recomendaciones de la teoría pueden encontrarse en dilemas éticos. Pero algunos filósofos han argumentado que este requisito es demasiado débil, que la teoría moral debería ser capaz de proporcionar orientación en cualquier situación. Esta línea de pensamiento sigue la intuición de que no es relevante cómo se ha producido la situación para cómo responder a ella. Así, por ejemplo, si el agente se encuentra en el dilema ético autoimpuesto de tener que elegir qué promesa romper, debería haber algunas consideraciones sobre por qué es correcto romper una promesa en lugar de la otra. Los utilitaristas, por ejemplo, podrían argumentar que esto depende de qué promesa rota resulta en el menor daño para todos los involucrados.

### Obligación o prohibición
Una obligación es un requisito ético para actuar de cierta manera, mientras que una prohibición es un requisito ético para no actuar de cierta manera. La mayoría de las discusiones sobre dilemas éticos se centran en dilemas de obligación: implican dos acciones en conflicto que el agente está éticamente obligado a realizar. Los dilemas de prohibición, por otro lado, son situaciones en las que no se permite ningún curso de acción. Se ha argumentado que muchos argumentos contra los dilemas éticos solo tienen éxito con respecto a los dilemas de obligación, pero no contra los dilemas de prohibición.

### Un agente o múltiples agentes
Los dilemas éticos implican dos cursos de acción que son obligatorios, pero que están en conflicto entre sí: no es posible realizar ambas acciones. En los casos regulares de un agente único, un solo agente tiene ambas obligaciones en conflicto. En los casos de múltiples agentes, las acciones siguen siendo incompatibles, pero las obligaciones afectan a personas diferentes. Por ejemplo, dos concursantes que participan en una competición pueden tener ambos el deber de ganar si eso es lo que prometieron a sus familias. Estas dos obligaciones que pertenecen a personas diferentes son en conflicto, ya que solo puede haber un ganador.

### Otros tipos
Los dilemas éticos pueden dividirse según los tipos de obligaciones que están en conflicto entre sí. Por ejemplo, Rushworth Kidder sugiere que se pueden discernir cuatro patrones de conflicto: "verdad versus lealtad, individuo versus comunidad, corto plazo versus largo plazo y justicia versus virtud". Estos casos de conflictos entre diferentes tipos de deberes pueden contrastarse con conflictos en los que un tipo de deber entra en conflicto consigo mismo, por ejemplo, si hay un conflicto entre dos obligaciones a largo plazo. Tales casos suelen denominarse casos simétricos. El término "problema de las manos sucias" se refiere a otra forma de dilemas éticos, que concierne específicamente a los líderes políticos que se enfrentan a la elección de violar la moralidad comúnmente aceptada para lograr un bien general mayor.